# Courtauld-Test
Der Courtauld Test ist eine Methode zur Bestimmung der Möglichkeit der Vergilbung durch Phenole. Die Methode wurde um das Jahr 1985 von Courtaulds Research entwickelt und deren Rechte später an die Firma James Heal verkauft. Es stellt ein effektives Mittel dar, um die Qualität weißer und pastellfarbiger Ware zu kontrollieren.
Eine alternative Methode stellt die DIN EN ISO 105-X18 dar.